# Блау, Иехошуа
Иехошуа Блау (ивр. יהושע בלאו‎;
22 сентября 1919, Клуж, Румыния — 20 октября 2020, Иерусалим, Израиль) — израильский учёный-лингвист, специалист в области гебраистики и арабистики. Известен исследованиями средневекового еврейско-арабского языка и библейского иврита. Третий президент Академии языка иврит (1983—1991) и член Израильской академии наук (с 1968 года), лауреат Премии Израиля (1985), почётный член Британского королевского азиатского общества, член-корреспондент Британской академии.

## Биография
Родился в 1919 году в Клуже (Трансильвания) в семье Пинхаса (Паула) Блау, сионистского активиста, с конца Первой мировой войны издававшего на венгерском языке газету Új Kelet (с венг. — «Новый Восток»). Учился в еврейских гимназиях Будапешта и Бадена, после чего поступил в раввинскую семинарию в Вене. Там, однако, успел отучиться только год, после чего в 1938 году был вынужден бежать из Австрии из-за аншлюса и перебрался вместе с родителями в подмандатную Палестину. Несмотря на то, что Блау не окончил обучение на раввина, он сохранял приверженность ортодоксальной иудейской традиции на протяжении всей дальнейшей жизни.
Продолжил образование в Еврейском университете в Иерусалиме, где изучал библеистику, иврит и арабский язык. В 1942 году получил степень магистра. В 1945 году женился; жена Шуламит в дальнейшем родила Иехошуа Блау сына и дочь. В 1948 году представил диссертацию на соискание степени доктора философии на тему «Грамматика еврейско-арабского языка». Защите диссертации, однако, помешала Арабо-израильская война, в ходе которой Блау принял участие, в частности, в боях за Иерусалим и Рамат-Рахель. По окончании войны он продолжал служить в Управлении военной разведки АОИ параллельно с продолжением академической карьеры. Защита докторской диссертации состоялась в 1950 году.
В течение нескольких лет преподавал в средних школах, выпустил несколько учебников грамматики иврита. Короткое время преподавал также в Тель-Авивском университете (старший преподаватель с 1956 года), прежде чем найти постоянное место работы в Еврейском университете в Иерусалиме. В Еврейском университете преподавал с 1956 года до самого выхода на пенсию в 1986 году. С 1962 года — профессор арабского языка и литературы в Еврейском университете (одновременно, с 1967 года, профессор иврита и семитских языков в Тель-Авивском университете).
С 1950-х годов работал в структурах Академии языка иврит. В 1981—1993 годах её третий президент, с 1981 по 1999 год — главный редактор её печатного органа «Лешонену» (ивр. לשוננו‎ — «Наш язык»), с 1993 по 2000 год возглавлял в академии отделение грамматики. В 1983 году основал и до 1999 года оставался бессменным президентом международной Ассоциации средневекового еврейско-арабского языка, с 2004 года — почётный президент.
После выхода на пенсию продолжал активную исследовательскую работу до последних дней жизни, участвовал в пленарных заседаниях Академии языка иврит, на которых утверждаются новые термины и изменения в грамматике. Скончался в Иерусалиме в октябре 2020 года в возрасте 101 года, оставив после себя жену, сына-учёного и дочь — преподавательницу арабского языка.

## Вклад в науку
Иехошуа Блау считался одним из крупнейших в мире специалистов в области иврита, арабских диалектов и еврейско-арабского языка. Высоких оценок заслужили его «Грамматика еврейско-арабского языка» (вышла на английском языке в 1950 и на иврите в 1961 году), «Синтаксис диалекта крестьян-палестинцев» (на английском, 1960), «Грамматика арабов-христиан» (в трёх томах на английском, 1966-67). В 1965 году издал труд «Возникновение и лингвистические основы еврейско-арабского языка: исследование корней средневекового арабского языка». Блау заложил основы научного изучения еврейско-арабского и христианско-арабского диалектов, которые до него не получали достаточно внимания, поскольку не были частью исламской культуры. Ему, однако, удалось показать их роль в формировании современного стандартного арабского. Исследования Блау в области средневекового арабского языка завершил фундаментальный «Словарь средневековых еврейско-арабских текстов». В области сравнительного языкознания им издана монография «Возрождение современного иврита и современного нормативного арабского языка. Параллели и различия в возрождении двух семитских языков», вышедшая в 1976 году на иврите и в 1981 году на английском языке. В 1956—1986 годах под редакцией Блау вышел четырёхтомник «Респонсы Рамбама» (ивр. תשובות הרמב"ם‎), включавший оригинальный арабский текст и перевод на иврит.
Ещё одним направлением научной работы Блау был библейский иврит. Среди его трудов на эту тему — «Фонетика и морфология библейского иврита» (1971), «Грамматика библейского иврита» (английский, 1976, переиздана в 1993 году) и «О полифонии в библейском иврите» (1982). Блау был одним из главных редакторов издания «Сокровищница языка Библии» (ивр. אוצר לשון המקרא‎).
Блау — автор ряда учебников грамматики иврита и арабского языка. Среди изданных им учебников для старших классов и вузов — «Последовательная грамматика иврита» (ивр. דקדוק עברי שיטתי‎), «Основы синтаксиса» (ивр. יסודות התחביר‎) и «Основы языкознания» (ивр. יסודות תורת הלשון‎).
Блау продолжал активно печататься после выхода на пенсию. Только с 1991 по 2007 год им было издано порядка 60 научных статей и 3 книги: «Исследования языка иврит» (1996), «Вопросы ивритской и семитской лингвистики» (1998) и «Учебник раннесредневекового арабского языка» (2003). Среди последних его работ — подготовленный совместно с Саймоном Хопкинсом двухтомник «Ранний еврейско-арабский язык в фонетической записи: тексты конца 1-го тысячелетия» (1-й том вышел в 2017 году) и «Исследования переводов Торы раввином Саадией Гаоном» (1-й из 5 томов вышел в 2019 году). Ряд трудов Блау, в том числе посвящённых текстам Каирской генизы, публикуется посмертно.

## Награды и звания
Иехошуа Блау был избран членом Израильской академии наук в 1968 году (в 1989—1995 годах глава отделения гуманитарных наук). Член-консультант Академии языка иврит с 1959 и действительный член с 1963 года, третий президент Академии (с 1983 по 1991 год). Был также почётным членом Британского королевского азиатского общества, членом-корреспондентом Британской академии (с 1983 года) и членом Американской академии еврейских исследований. Почётный доктор Института восточных языков и культур Парижского университета.
Лауреат Премии Израиля в области языка иврит и общего языкознания (1985), премии Бен-Цви (1980) и премии Ротшильда (1992). Награждён медалью Вильгельма Бахера Венгерской академии наук (1999) и медалью Марка Лидзбарски Немецкого востоковедческого общества (2000). С 2002 года — почётный гражданин Иерусалима.